# جوی ساندی
جوی ساندی (به انگلیسی: Joy Sunday؛ زادهٔ ۲۵ سپتامبر ۱۹۹۶) بازیگر آمریکایی است. او در تلویزیون به ویژه در سریال‌های سفیدپوستان عزیز و ونزدی ایفای نقش کرده است. در سینما، او به خاطر نقش‌های فرعی در فیلم‌های موی بد، خانه‌ کثیف و سگ شناخته می‌شود.

## اوایل زندگی و تحصیلات
ساندی در استتن آیلند، نیویورک در خانواده‌ای نیجریه‌ای متولد شد. او در دبیرستان فیورلو اچ. لاگاردیا در شهر نیویورک، تئاتر خواند و سپس برای تحصیل به دانشکده هنرهای سینمایی یواس‌سی در لس‌ آنجلس رفت و با مدرک نظریه انتقادی فارغ‌التحصیل شد. او در خارج از دانشگاه، به‌عنوان فیلم‌ساز با مؤسسه فیلم ترایبکا همکاری داشت و روی چندین فیلم کوتاه کار کرد.